# 530フォーカス徳島
『530フォーカス徳島』（ごうさんまる フォーカスとくしま）は、四国放送で月曜 - 金曜 17:30 - 17:50に放送されていた平日夕方のローカルワイド番組。
長寿番組『フォーカス徳島』（月曜 - 金曜 18:16 - ）の17時台版・姉妹番組として1999年4月5日にスタート。それまで17:30開始時代の『NNNニュースプラス1』を『JRTニュースプラス1』のタイトルで同時ネットしていたが、JRT初の夕方5時台のローカル番組としてスタートした。『フォーカス徳島』がその日の徳島県の主要なニュースを重視した報道系の番組であるのに対し、この『530フォーカス徳島』は視聴者参加型の生活情報をメインにして展開していた。
番組は2008年9月26日放送分をもって終了し、同年9月29日に後継番組の『5時からローカル ゴジカル!』がスタートした。

## 出演者
- 八幡篤範（四国放送アナウンサー）
- 中野涼子（当時四国放送アナウンサー）
- 安部敏恵（当時四国放送アナウンサー）

## 過去の出演者
- 武知邦明（当時四国放送アナウンサー、1999年4月 - 時期不明）
- 中山千桂子（四国放送アナウンサー、1999年4月 - 時期不明）
- 佐藤由芽（当時四国放送アナウンサー）
- 福井和美（四国放送アナウンサー、2000年4月～2002年7月）
- 金山明子（当時四国放送アナウンサー）
- 行部宗一（当時四国放送アナウンサー）
- 義山望（当時四国放送アナウンサー）
- 大八木文香（当時四国放送アナウンサー）
- 豊山雅信（お天気キャスター、2006年頃）
- 岡久友紀（キャスター、2006年頃）

## オープニングテーマ
- 椎名へきる「新しい風」（2000年頃）
- Fantastic Plastic Machine「City Lights」（2003年頃）